# صدف فرفری نواری
|  |  |  |
|  |  |  |

صدف فرفری نواری (Hexaplex trunculus) نوعی حلزون دریایی است که از آن در تهیه رنگ ارغوانی استفاده می‌کنند.
زیستگاه اصلی این جانور پیرامون دریای مدیترانه است.
در اوقات معین از سال، صخره‌ها با حلزون پوشیده می‌شود، این حلزون‌ها یکی یکی برداشته شده و به آرامی و ملایمت فشرده می‌شوند تا ماده رنگی از غده مجاور مجرای تنفسی آن‌ها خارج و به روی الیاف بریزد و بعد حلزون‌ها را به ساحل برمی‌گردانند تا زمانی که مجدداً بخواهند ماده رنگی را بگیرند. این ماده رنگی به دلیل نیاز زیاد به حلزون و زحمت آن بسیار گران می‌باشد.
رنگ ارغوانی به دست آمده از صدف فرفری نواری امروزه در رنگرزی خامه فرش در ایران کاربرد ندارد اما در برخی سواحل مکزیک هنوز استفاده می‌شود.